# Xavier Costa i Ferré
Xavier Costa i Ferré (Amposta, 18 de juliol de 1986) és un jugador d'hoquei sobre patins català, que juga en la posició de davanter al club italià CGC Viareggio.
Nascut el 18 de juliol de 1986 a Amposta, capital de la comarca del Montsià, es formà en el món de l'hoquei sobre patins a les categories inferiors del Club Hoquei Vila-seca com a davanter. Fou en aquest mateix equip que debutà l'any 2004 com a professional jugant a Primera divisió. L'any 2006 s'estrenà en la màxima categoria quan fitxà pel Club Esportiu Lleida Llista Blava. La temporada següent, es traslladà a les Canàries per jugar de 2007 a 2011 amb el Club Patín Tenerife, club amb el qual va guanyar el seu primer gran títol europeu, la Copa de la CERS de 2007/08. Després d'acabar contracte amb el club canari per dissolució de l'entitat, fitxà per dues temporades amb el Club d'Esports Vendrell. Amb l'equip penedesenc conquerí la Copa espanyola de 2013 i la Copa de la CERS de 2012/13. L'any 2013 fitxà per dues temporades amb el Reus Deportiu, entitat amb la qual no assolí cap títol. L'any 2015, poc abans de marxar a jugar a Itàlia, fou fitxat per la secció d'hoquei patins del Futbol Club Barcelona. Amb el club blaugrana obtingué, en el seu primer any de jugador, la Lliga, la Copa, la Supercopa espanyola i la Copa Continental. La temporada 2016-2017 fitxà pel club italià CGC Viareggio, amb previsió d'un contracte de quatre anys.

## Palmarès

### CP Tenerife
- 1 Copa de la CERS (2007/08)

### CE Vendrell
- 1 Copa de la CERS (2012/13)
- 1 Copa del Rei / Copa espanyola (2013)

### FC Barcelona
- 1 Copa Continental (2015)
- 1 Supercopa espanyola (2015/16)
- 1 Copa del Rei / Copa espanyola (2016)
- 1 OK Lliga / Lliga espanyola (2015/16)